# Državna cesta D211
D211 je državna cesta u Hrvatskoj. Ukupna duljina iznosi 2,0 km.
Nalazi se u Baranji, a proteže u smjeru sjeverozapad-jugoistok, od graničnog prijelaza Baranjsko Petrovo Selo (granica Republike Mađarske) do Baranjskog Petrovog Sela, odnosno do državne ceste D517.
Nastavak te ceste u Mađarskoj vodi do Bremena (Brimena) i Aršanja, a onda dalje prema Šiklošu ili Viljanu.